# Emma Chambers
Emma Chambers (Doncaster, 1964. március 11. – Lymington, 2018. február 21.) angol színésznő.

## Filmjei
- The Rainbow (1988, tv-film)
- Skulduggery (1989, tv-film)
- The Bill (1990, tv-sorozat, két epizódban)
- The Mixer (1992, tv-sorozat, egy epizódban)
- Ahány férfi (Martin Chuzzlewit) (1994, tv-film)
- A Dibley-i lelkész (The Vicar of Dibley) (1994–2007, tv-sorozat, 24 epizódban)
- A Széljárta Fűzfa meséi (The Wind in the Willows) (1995, tv-film, hang)
- Drop the Dead Donkey (1996, tv-sorozat, egy epizódban)
- Pond Life (1996, tv-sorozat, hang, egy epizódban)
- How Do You Want Me? (1998–1999, tv-sorozat, 11 epizódban)
- Sztárom a párom (Notting Hill) (1999)
- Halálos küldetés (Bravo Two Zero) (1999, tv-film)
- The Clandestine Marriage (1999)
- Ilyen lány kell nekem! (Take a Girl Like You) (2000, tv-sorozat, három epizódban)
- Kis robotok (Little Robots) (2003, tv-sorozat, hang, két epizódban)